# أرسينييف
أرسينييف (بالروسية: Арсеньев) هي إحدى مدن روسيا في الكيان الفدرالي الروسي بريمورسكي كراي.

## المناخ
يظهر الجدول التالي التغييرات المناخية على مدار السنة لأرسينييف:
| الشهر                             | يناير         | فبراير       | مارس        | أبريل       | مايو        | يونيو       | يوليو        | أغسطس        | سبتمبر      | أكتوبر      | نوفمبر       | ديسمبر       | المعدل السنوي |
| --------------------------------- | ------------- | ------------ | ----------- | ----------- | ----------- | ----------- | ------------ | ------------ | ----------- | ----------- | ------------ | ------------ | ------------- |
| متوسط درجة الحرارة الكبرى °م (°ف) | −10.2 (13.6)  | −5.5 (22.1)  | 2.2 (36.0)  | 13.3 (55.9) | 20.2 (68.4) | 24.1 (75.4) | 26.8 (80.2)  | 25.9 (78.6)  | 21.0 (69.8) | 13.5 (56.3) | 2.2 (36.0)   | −8.0 (17.6)  | 10.5 (50.8)   |
| المتوسط اليومي °م (°ف)            | −17.5 (0.5)   | −12.9 (8.8)  | −3.8 (25.2) | 6.7 (44.1)  | 13.3 (55.9) | 18.4 (65.1) | 21.9 (71.4)  | 21.3 (70.3)  | 14.9 (58.8) | 6.7 (44.1)  | −3.9 (25.0)  | −14.6 (5.7)  | 4.2 (39.6)    |
| متوسط درجة الحرارة الصغرى °م (°ف) | −24.8 (−12.6) | −20.8 (−5.4) | −9.8 (14.4) | 0.1 (32.2)  | 6.4 (43.5)  | 12.7 (54.9) | 17.0 (62.6)  | 16.7 (62.1)  | 8.8 (47.8)  | −0.1 (31.8) | −10.0 (14.0) | −21.2 (−6.2) | −2.1 (28.3)   |
| الهطول مم (إنش)                   | 11.2 (0.44)   | 9.1 (0.36)   | 19.3 (0.76) | 30.4 (1.20) | 58.5 (2.30) | 70.7 (2.78) | 102.8 (4.05) | 138.6 (5.46) | 90.3 (3.56) | 57.1 (2.25) | 29.2 (1.15)  | 13.3 (0.52)  | 630.5 (24.83) |
| المصدر:                           |               |              |             |             |             |             |              |              |             |             |              |              |               |